# Gene Scheer
Gene Scheer (New York, 28 aprile 1958) è un cantautore, librettista e paroliere statunitense; è fratello di Samuel Scheer, insegnante di inglese alla Windsor High School e musicista part-time.

## Biografia

### Formazione e inizio carriera
Scheer è nato a New York. Ha conseguito il Bachelor of Music e il Master of Music presso la Eastman School of Music di Rochester, New York, seguiti da una borsa di studio all'Università di Colonia e da un International Rotary Fellowship per studiare presso la Hochschule Für Musik di Vienna. Mentre era in Europa ha lavorato come attore e cantante in ruoli da protagonista al Theater an der Wien, al Deutsches Theater di Monaco e come assistente del regista George Tabori alla Schauspielhaus di Colonia.

### Librettista d'opera
Scheer ha lavorato come librettista con Tobias Picker in Thérèse Raquin (basato sul romanzo di Émile Zola), commissionato da un consorzio di compagnie tra cui la Dallas Opera San Diego Opera e l'Opéra de Montréal, e presentata in anteprima a Dallas nel novembre 2001, con protagonista Diana Soviero. Una versione rivista di Thérèse Raquin è stata eseguita nel marzo 2006 al Linbury Studio Theatre della Royal Opera House, Covent Garden. Scheer ha collaborato di nuovo con Picker in An American Tragedy (basato sul romanzo di Theodore Dreiser, presentata in anteprima al Metropolitan Opera nel 2005, con Nathan Gunn, Patricia Racette, Susan Graham, Dolora Zajick e Jennifer Larmore.
Scheer ha collaborato con il compositore Jake Heggie a numerosi progetti, tra cui l'acclamato Moby-Dick, presentato in anteprima all'Opera di Dallas nell'aprile 2010, con Ben Heppner e Stephen Costello. Nel febbraio 2008 la collaborazione tra Heggie-Scheer per Last Acts (basata su un'opera teatrale di Terrence McNally, ha debuttato alla Houston Grand Opera, con Frederica von Stade. (Last Acts è stata successivamente ribattezzata Three Decembers). Hanno anche collaborato a drammi lirici come To Hell and Back commissionato e debuttato dalla Philharmonia Baroque Orchestra nel novembre 2006, con il soprano Isabel Bayrakdarian e Patti LuPone, e For a Look or a Touch, scritto per un baritono, un attore e un ensemble da camera (eseguito in anteprima dal gruppo di Seattle Music of Remembrance nel 2007. Nel maggio 2012 Music of Remembrance ha presentato in anteprima un dramma lirico di Heggie/Scheer basato sulla vita di Krystyna Żywulska, una sopravvissuta ad Auschwitz.
Più recentemente Scheer ha lavorato con la compositrice Jennifer Higdon in Cold Mountain, un adattamento operistico dell'omonimo romanzo vincitore del National Book Award per la coproduzione della Santa Fe Opera nel 2015 e di Opera Philadelphia nel 2016.

### Canzoni e cicli di canzoni
Inoltre come compositore a tutti gli effetti, Scheer ha scritto una serie di canzoni per Renée Fleming, Sylvia McNair, Stephanie Blythe, Jennifer Larmore, Denyce Graves e Nathan Gunn.
American Anthem, scritto da Scheer nel 1998, è stato eseguito per la prima volta da Denyce Graves per il presidente Bill Clinton e Hillary Clinton alla Smithsonian Institution, lanciando l'iniziativa "Save America's Treasures" del presidente Clinton. La canzone è stata successivamente eseguita con la banda e il coro dell'esercito degli Stati Uniti alle cerimonie di apertura della celebrazione del Millennio al Mall di Washington. Dopo l'11 settembre, Denyce Graves ha eseguito l'inno americano all'Oprah Winfrey Show e al Larry King Live. Nel giugno 2003 Patti Labelle e  i Take 6 hanno eseguito un nuovo arrangiamento di American Anthem in un concerto a Filadelfia, poi trasmesso dalla PBS. La canzone è stata eseguita anche da Denyce Graves all'insediamento di George W. Bush il 20 gennaio 2005. Nel 2007 il regista di documentari Ken Burns ha presentato American Anthem (cantato da Norah Jones) nel documentario sulla seconda guerra mondiale vincitore dell'Emmy Award per la PBS, The War. I testi di American Anthem sono stati citati e recitati dal presidente Joe Biden nel suo discorso inaugurale il 20 gennaio 2021.
Nel 2003 Scheer è stato incaricato di scrivere una versione corale della sua canzone Christmas Once More, eseguita dalla Chicago Symphony Orchestra e Coro. Questo lavoro è stato successivamente eseguito dalla Colorado Symphony Orchestra e Coro.
Scheer ha anche collaborato come paroliere a numerosi cicli di canzoni di Jake Heggie. Questi lavori includono: Pieces of 9/11 – Memories from Houston, commissionato dalla Houston Grand Opera nel 2011 e A Question of Light, commissionato dalla Dallas Opera e ispirato alle opere del Dallas Museum of Art (eseguito in anteprima da Nathan Gunn a Dallas, aprile 2011). Nel febbraio 2012 l'Alexander String Quartet e Joyce DiDonato hanno presentato in anteprima Camille Claudel: Into the Fire, di Heggie e Scheer, basato sulla vita dello scultore francese Camille Claudel.
Altre collaborazioni con Scheer includono i testi di It Never Goes Away di Wynton Marsalis, presente nella suite di 14 movimenti di Marsalis di Congo Square.

### Oratorio
Con il compositore Steven Stucky, Scheer ha scritto l'oratorio 4 agosto 1964. L'opera è stata eseguita per la prima volta dalla Dallas Symphony Orchestra nel 2008 ed è stata eseguita dalla stessa orchestra alla Carnegie Hall nel maggio 2011, con Jaap van Zweden alla direzione, durante il festival inaugurale "Spring for Music". Il concerto-dramma segue gli eventi cruciali del 4 agosto 1964 di Lyndon Johnson alla Casa Bianca: il ritrovamento nel Mississippi dei corpi di tre giovani attivisti per i diritti civili assassinati e un presunto attacco a navi da guerra americane nel Golfo del Tonchino. Commissionato dalla Dallas Symphony Orchestra in onore del centenario del presidente Johnson, il lavoro si basa su diari, notizie e documenti storici riguardanti gli eventi di quel giorno.